# Bembidion caliginosum
Bembidion caliginosum är en skalbaggsart som beskrevs av Thomas Casey. Bembidion caliginosum ingår i släktet Bembidion och familjen jordlöpare. Inga underarter finns listade i Catalogue of Life.